# Chile Open 2024
Chile Open 2024  a fost un turneu profesionist de tenis organizat în cadrul circuitului masculin ATP, care a avut loc în perioada 26 februarie –3 martie, la Santiago, Chile, pe terenuri cu zgură. A fost cea de-a 26-a ediție a Chile Open, parte a categoriei ATP 250 din sezonul Circuitul ATP 2024.

## Campioni

### Simplu
Pentru mai multe informații consultați Chile Open 2024 – Simplu

### Dublu
Pentru mai multe informații consultați Chile Open 2024 – Dublu

## Puncte și premii în bani

### Distribuția punctelor
| Probă  | C   | F   | SF  | QF | Runda 2 | Runda 1 | Q   | Q2  | Q1  |
| Simplu | 250 | 165 | 100 | 50 | 25      | 0       | 12  | 7   | 0   |
| Dublu  | 250 | 150 | 90  | 45 | N/A     | 0       | N/A | N/A | N/A |

### Premii în bani
| Probă  | C         | F        | SF       | QF       | Runda 2  | Runda 1 | Q2      | Q1      |
| Simplu | 100.640 $ | 58.705 $ | 34.510 $ | 19.995 $ | 11.610 $ | 7.095 $ | 3.550 $ | 1.935 $ |
| Dublu* | 35.000 $  | 18.800 $ | 11.000 $ | 6.100 $  | 3.600 $  | N/A     | N/A     | N/A     |

*per echipă